# Canal 23 (El Salvador)
Canal 23 es una frecuencia de televisión abierta de El Salvador que ha tenido una historia significativa en el panorama mediático del país. Fue lanzado en 1989 con el innovador concepto de "la radio que se ve", enfocándose en la programación musical. Con el tiempo, la frecuencia ha albergado a los canales Star Channel, TVX y, actualmente, Tele1.

## Historia

### Orígenes: "La radio que se ve" (1989-2007)

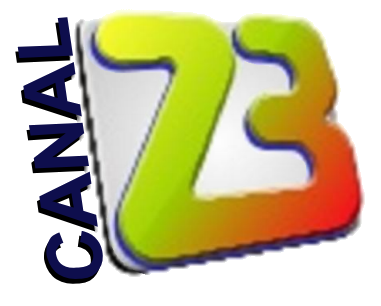
Logo de Canal 23, utilizado durante su etapa como "la radio que se ve" (1989-2007).

Canal 23 fue fundado en 1989 por el empresario radial Ricardo A. Recinos. El lanzamiento del canal respondió a un estudio de mercado que identificó la demanda de una señal televisiva con contenido musical adaptado al gusto local, como alternativa a las ofertas internacionales de la época.
Bajo el eslogan "La radio que se ve", el canal operaba con un formato que imitaba a una estación de radio, con un locutor en cabina que presentaba videos musicales e interactuaba con la audiencia. Una de sus características más populares fue la emisión de saludos y dedicatorias entre televidentes, una práctica que fomentó una comunidad leal y aseguró altos niveles de sintonía entre el público juvenil.

### Star Channel (2007-2012)

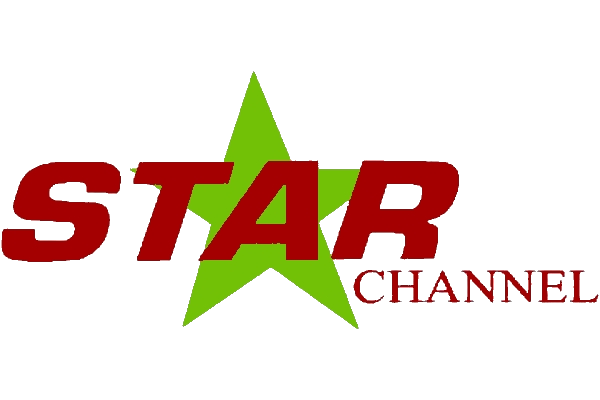
Primer logo de Star Channel (2007-2009).

En abril de 2007, la frecuencia fue relanzada como Star Channel. Esta etapa fue una evolución natural del canal que mantuvo el enfoque en la programación musical, transmitiendo videos musicales.

### TVX (2012-2018)

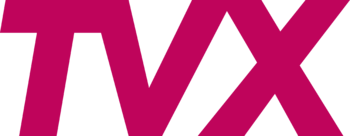
Logo de TVX durante su período en la señal abierta (2012-2018).

El 5 de noviembre de 2012, la frecuencia dio paso a TVX, un proyecto televisivo fundado por el empresario Armando Bukele Kattán, padre del presidente Nayib Bukele. TVX se lanzó con una campaña de expectativa denominada "La Resistencia", con el objetivo de posicionarse como una alternativa a los conglomerados mediáticos tradicionales del país.
Bajo la dirección de la familia Bukele, TVX amplió su programación para incluir noticieros, programas de opinión, reportajes y contenido de entretenimiento internacional, como series asiáticas y anime. En 2015, TVX se convirtió en un canal exclusivo de televisión por cable hasta su cierre definitivo el 1 de mayo de 2025, citando problemas económicos.

### Etapa actual como Tele1 (2018-presente)
El 14 de diciembre de 2018, la señal abierta del Canal 23 fue adquirida por el conglomerado mediático Grupo Uno y relanzada como Tele1.
Actualmente, Tele1 ocupa la frecuencia del Canal 23 con una programación generalista que incluye noticias, análisis político y entretenimiento. El canal ha pasado por dos diseños de logotipo desde su creación.